# Język mariyedi
Język mariyedi (marijedi, murijadi, marijadi) – prawie wymarły język Aborygenów z Terytorium Północnego, należący do języków bringeńskich.
Na początku lat 80. XX wieku szacowano, że ok. 20 osób posługiwało się tym językiem, obecnie prawdopodobnie znacznie mniej, ponieważ wiele użytkowników przeszło na lokalny język kreolski – kriol.